# NGC 964
NGC 964 je galaksija u zviježđu Kemijska peć.

## Vanjske poveznice
- SEDS: NGC 964